# Potzlow
Potzlow è una frazione del comune tedesco di Oberuckersee, nel Brandeburgo.

## Storia
La prima attestazione scritta della località risale al 1239; all'epoca doveva avere una certa importanza, tanto da essere denominata "città" (Civitas) in un documento del 1287.
Danneggiata ripetutamente dalle guerre che interessarono la regione dell'Uckermark, alla fine del Trecento cadde fino alla Riforma sotto il dominio dell'abbazia di Seehausen. La guerra dei trent'anni ne segnò il declino definitivo con la perdita dello status di città.
Il 31 dicembre 2001 il comune di Potzlow venne fuso con i comuni di Blankenburg, Seehausen e Warnitz, formando il nuovo comune di Oberuckersee.